# Saint-Dizier-Leyrenne
Saint-Dizier-Leyrenne ist eine Ortschaft und eine ehemalige französische Gemeinde mit 786 Einwohnern (Stand 1. Januar 2022) im Département Creuse in der Region Nouvelle-Aquitaine. Sie gehörte zum Arrondissement Guéret und zum Kanton Bourganeuf. Die Bewohner nennen sich die Courouges.
Mit Wirkung vom 1. Januar 2019 wurden die früheren Gemeinden Saint-Dizier-Leyrenne und Masbaraud-Mérignat zur Commune nouvelle Saint-Dizier-Masbaraud zusammengelegt und haben in der neuen Gemeinde den Status einer Commune déléguée. Der Verwaltungssitz befindet sich im Ort Saint-Dizier-Leyrenne.

## Geografie
Der Ort liegt am namengebenden Fluss Leyrenne. Die vormalige Route nationale 712 führt über Saint-Dizier-Leyrenne. Nachbarorte sind Ceyroux, Augères, Janaillat, Thauron, Bosmoreau-les-Mines, Masbaraud-Mérignat und Châtelus-le-Marcheix. Saint-Dizier-Leyrenne umfasst die Dörfer Baloumier, Bechat, Bellefaye, Bost-de-Ville, Bourdaleix, La Brégère, Champroy, La Chaumette, Chauverne, Cornat, Les Filloux, Font-Léon, Forgeas, Les Grands-Bois, Les Granges, Jalinoux, Les Jarges, Las Champs, Las-Vias, Lavelette, Lavilatte, Pommier, Pradeix, Rapissat, Teillet und Ville.

## Bevölkerungsentwicklung
| Jahr      | 1962  | 1968  | 1975  | 1982 | 1990 | 1999 | 2008 | 2013 |
| --------- | ----- | ----- | ----- | ---- | ---- | ---- | ---- | ---- |
| Einwohner | 1.350 | 1.247 | 1.094 | 931  | 902  | 882  | 876  | 815  |